# Tye Sheridan
Tye Kayle Sheridan (Elkhart, Texas; 11 de noviembre de 1996) es un actor estadounidense. Es conocido por sus interpretaciones en cine tales como Steve en El árbol de la vida (2011), Ben Goudy en Scouts Guide to the Zombie Apocalypse (2015), Cíclope en X-Men: Apocalipsis (2016), Wade Watts en Ready Player One (2018) y Cíclope en Dark Phoenix.

## Biografía
Sheridan nació en Elkhart, una pequeña ciudad en el este de Texas, cerca de tres horas al norte de Houston.

## Trayectoria profesional
Comenzó su carrera en el cine representando a Steve en la película El árbol de la vida. Se destacó también en Mud, junto a Jacob Lofland como coprotagonista en el personaje de Neckbone. En la película, dos adolescentes se encuentran con un fugitivo, Mud (Matthew McConaughey), con quien hacen un pacto para ayudarle a escapar de una isla en el Misisipi y reunirse con la mujer que ama (Reese Witherspoon). La película está dirigida por Jeff Nichols, candidato para el Festival de Cine de Cannes 2012.
En 2013, Tye también representó a Gary en la película Joe, protagonizada por Nicholas Cage, trata acerca de un exconvicto, el más improbable de los modelos a seguir, que se encuentra con un joven de 15 años, y se enfrenta a la elección de la redención o la ruina.
En 2017 concluyó su participación en la película basada en el libro de Ernest Cline, Ready Player One, siendo el protagonista.
En 2021 rodó The Card Counter, dirigida por Paul Schrader y protagonizada por Oscar Isaac.

## Filmografía

### Largometrajes
| Año  | Título original                       | Personaje                  | Ref.         |
| ---- | ------------------------------------- | -------------------------- | ------------ |
| 2011 | The Tree of Life                      | Steve O'Brien              |              |
| 2012 | Mud                                   | Ellis                      |              |
| 2013 | Joe                                   | Gary Jones                 |              |
| 2014 | The Forger                            | William “Will” Cutter      |              |
| 2015 | Entertainment                         | Eddie the Opener           |              |
| 2015 | Last Days in the Desert               | Son                        |              |
| 2015 | The Stanford Prison Experiment        | Peter Mitchell             |              |
| 2015 | Dark Places                           | Benjamin “Ben” Day (joven) |              |
| 2015 | Scouts Guide to the Zombie Apocalypse | Benjamin “Ben” Goudy       |              |
| 2016 | Detour                                | Harper James               |              |
| 2016 | X-Men: Apocalypse                     | Scott Summers / Cíclope    |              |
| 2017 | The Yellow Birds                      | Daniel Murphy              |              |
| 2017 | All Summers End                       | Conrad Stevens             |              |
| 2018 | Ready Player One                      | Wade Watts / Parzival      |              |
| 2018 | Age Out                               | Richie                     | [ 5 ] [ 6 ]  |
| 2018 | Deadpool 2                            | Scott Summers / Cíclope    |              |
| 2018 | The Mountain                          | Andy                       |              |
| 2019 | Dark Phoenix                          | Scott Summers / Cíclope    | [ 7 ]        |
| 2020 | The Night Clerk                       | Bartholomew “Bart” Bromley | [ 8 ]        |
| 2021 | Voyagers                              | Christopher                |              |
| 2021 | The Card Counter                      | Cirk                       | [ 8 ]        |
| 2021 | The Tender Bar                        | J. R. Moehringer           |              |
| 2023 | Asphalt City                          | Ollie Cross                | [ 9 ] [ 10 ] |
| 2024 | The Order                             | Jamie Bowen                | [ 11 ]       |

### Series
| Año  | Título original   | Personaje     | Notas                                                      | Ref |
| ---- | ----------------- | ------------- | ---------------------------------------------------------- | --- |
| 2014 | Last Man Standing | Justin        | Episodios: "Tasers" "Mutton Busting" & "Here's the Kicker" |     |
| 2020 | Wireless          | Andy Braddock | 10 episodios                                               |     |

### Videojuegos
| Año  | Título original | Personaje      | Notas                 | Ref |
| ---- | --------------- | -------------- | --------------------- | --- |
| 2020 | Madden NFL 21   | Tommy Matthews | Captura en movimiento |     |

## Reconocimientos
| Año  | Premiación                                           | Categoría                                                       | Trabajo           | Resultado | Ref(s)        |
| ---- | ---------------------------------------------------- | --------------------------------------------------------------- | ----------------- | --------- | ------------- |
| 2012 | Central Ohio Film Critics Association                | Best Ensemble (shared with The Tree of Life crew)               | The Tree of Life  | Nominado  | [ 12 ]        |
| 2013 | Washington D. C. Area Film Critics Association Award | Best Youth Performance                                          | Mud               | Ganador   | [ 13 ]        |
| 2013 | Chicago Film Critics Association Awards 2013         | Most Promising Performer                                        | Mud               | Nominado  |               |
| 2013 | Phoenix Film Critics Society Awards                  | Best Performance by a Youth in a Lead or Supporting Role - Male | Mud               | Ganador   | [ 14 ]        |
| 2013 | Las Vegas Film Critics Society Award                 | Youth in Film                                                   | Mud               | Ganador   | [ 15 ]        |
| 2013 | Georgia Film Critics Association                     | Breakthrough Award                                              | Joe, Mud          | Nominado  | [ 16 ]        |
| 2013 | Festival Internacional de Cine de Venecia            | Premio Marcello Mastroianni                                     | Joe               | Nominado  | [ 17 ]        |
| 2014 | Robert Altman Award At Independent Spirit Awards     | Mejor reparto (compartido con el equipo de Mud)                 | Mud               | Ganador   | [ 18 ] [ 19 ] |
| 2014 | Critics' Choice Movie Awards                         | Mejor actor joven                                               | Mud               | Nominado  |               |
| 2014 | Empire Awards                                        | Empire Award for Best Male Newcomer                             | Mud               | Nominado  | [ 20 ]        |
| 2017 | Kids Choice Awards 2017                              | #Squad (compartido con el equipo de X-Men: Apocalipsis)         | X-Men: Apocalypse | Nominado  | [ 21 ]        |
| 2018 | MTV Movie & TV Awards                                | Mejor beso (compartido con Olivia Cooke)                        | Ready Player One  | Nominado  |               |
| 2018 | Teen Choice Awards 2018                              | Choice Sci-Fi Movie Actor                                       | Ready Player One  | Nominado  | [ 22 ]        |
| 2018 | Festival Internacional de Cine de Shanghái           | Golden Goblet Award al mejor actor                              | Friday's Child    | Ganador   |               |